# Босконеро
Босконеро (итал. Bosconero) је насеље у Италији у округу Торино, региону Пијемонт.
Према процени из 2011. у насељу је живело 2784 становника. Насеље се налази на надморској висини од 242 м.

## Становништво
| 1931. | 1936. | 1951. | 1961. | 1971. | 1981. | 1991. | 2001. | 2011. |
| ----- | ----- | ----- | ----- | ----- | ----- | ----- | ----- | ----- |
| 1.743 | 1.520 | 1.690 | 1.627 | 1.758 | 2.536 | 2.811 | 2.927 | 3.056 |